# Igreja de Nossa Senhora do Rosário (Lavras)
A Igreja de Nossa Senhora do Rosário é a construção mais antiga da cidade de Lavras, Minas Gerais.

## História
O nome original do templo era capela de Sant'Ana, quando de sua edificação, entre 1751 e 1754, nas terras do capitão Luiz Gomes de Morais Salgado. A capela seria elevada à condição de igreja Matriz em 1760, após a transferência da sede paroquial que até então ficava em Carrancas. Em 1765 era terminada a construção da nave-mor da Matriz.
Em 1810 foi construída uma igreja em homenagem à Nossa Senhora do Rosário que ficava onde hoje é o alto da Praça Leonardo Venerando. Esta edificação foi demolida em 1904, quando se iniciava a construção da nova Matriz de Sant'Ana. Em 1917 esta foi inaugurada, havendo assim a troca de nomes das igrejas: a velha Matriz passa a ser a igreja do Rosário.
Ainda no século XIX, registra-se que na época da criação do município de Lavras (1831), o padre Francisco d'Assis Braziel lecionava aulas de Latim, Francês, Geografia, Desenho, Aritmética e Música num dos cômodos da velha Matriz de Sant'Ana. Além disso, havia um cemitério nos arredores da igreja, utilizado até 1853, quando foi criado o cemitério de São Miguel no então extremo sul da vila de Lavras. Em 1875, a igreja recebeu recursos advindos da loteria para sua restauração.
No século XX, em 1928 foram instalados dois novos sinos da igreja, fundidos em Divinópolis e adquiridos pelo padre Fernando Baumhoff, SCJ., primeiro pároco da Congregação dos Sacerdotes do Sagrado Coração de Jesus a servir em Lavras. Segundo o prof. José Luiz de Mesquita, os sinos foram batizados como "Francelino" e "Jerônimo II".

### Patrimônio nacional
A partir dos anos 1930, a igreja foi aos poucos perdendo destaque e ficando abandonada. Nesta época, aparentemente o templo só era aberto na Semana Santa. Em 1940, a construção colonial esteve prestes a ser demolida e ver seu terreno dar lugar a um clube social. O professor José Luiz de Mesquita (1887-1967), líder comunitário lavrense e um dos fundadores da Sociedade de São Vicente de Paulo na cidade, entidade que se reunia numa das alas da igreja desde 1908, escreve para Rodrigo Melo Franco, diretor do IPHAN, sobre a intenção manifesta pelos empresários. Melo Franco, assim, comunica o bispo de Campanha, Dom Inocêncio Engelke, OFM. que qualquer tratativa de venda da igreja deveria ser suspensa até avaliação do órgão federal. A operação também foi denunciada na imprensa belo-horizontina pelo cônego Francisco Maria Bueno de Sequeira (1895-1979), sacerdote descendente dos fundadores de Lavras e membro da Academia Mineira de Letras.
Em 1944, desabamentos espontâneos de algumas paredes alarmaram a população, que temia pelo desmoronamento da igreja. Seguiu-se grande debate público a respeito da conveniência da preservação do tempo bicentenário, campanha esta estimulada por José Luiz de Mesquita, Sílvio do Amaral Moreira e outras personalidades locais. Este esforço comunitário permitiu que a igreja fosse tombada como Patrimônio Histórico e Artístico Nacional em 1948 e restaurada com recursos federais em 1949.
A igreja do Rosário novamente seria ameaçada pela falta de cuidados na segunda metade do século XX, ficando de fato fechada entre 1964 e 1982. Houve inclusive dois sérios desabamentos em 1965 e 1969, que exigiram novas reformas. Em 1982, o prefeito Maurício Pádua Souza separou dotação pública municipal de três milhões de cruzeiros para contratar a firma Artes Litúrgicas Santa Rita, supervisionada pelo restaurador Elio de Oliveira, possibilitando a reabertura da igreja, após quase vinte anos. A solenidade se deu em 8 de maio de 1982, sendo a missa gravada pela Rede Globo de Televisão de Juiz de Fora.
Em 13 de outubro de 1990, a igreja passou a abrigar o Museu Sacro de Lavras, ação de mútua colaboração entre a paróquia de Sant'Ana, a prefeitura municipal de Lavras e o Museu Bi Moreira.

### Século XXI
No início do século XXI, a Igreja de Nossa Senhora do Rosário foi declarada patrimônio cultural municipal, sendo inscrita no Livro do Tombo Histórico em 2002. Após um intervalo de vinte anos, em 2008, voltariam a ser celebrados os ofícios religiosos no local, quando a igreja passou por nova restauração nos retábulos e também na pintura do forro. Em 2019, o entorno do templo foi reformado, quando novas pedras foram colocadas no adro e Praça João Oscar de Pádua.
Durante as comemorações do tricentenário do povoamento de Lavras, em 21 de julho de 2020, o padre Túlio Corrêa, SCJ., pároco de Sant'Ana de Lavras, abençoou a "Cruz do Tricentenário", feita pelo artesão Alexandre Reis. Assim, após 38 anos, a Igreja de Nossa Senhora do Rosário voltou a ter uma cruz sobre o telhado. Em 2023, após uma grande campanha comunitária, foram adquiridos 48 novos bancos de madeira para a igreja. Ainda em 2023, o bispo de São João del-Rei, dom José Eudes Campos do Nascimento. celebrou missa e cerimônia de dedicação e bênção dos novos altar e ambão do templo.

## Acervo de arte sacra
Moacyr Villela sugere que os entalhes em madeira dos altares da igreja foram feitos pelo escultor português José Maria da Silva, em 1784, embora esta teoria tem sido contestada por outros especialistas, que apontam para o círculo de entalhadores setecentistas da comarca do Rio das Mortes, como Luiz Pinheiro de Souza e Francisco de Lima Cerqueira. As pinturas no forro da capela-mor datam de cerca de 1805, obra atribuída ao pintor mulato são-joanense Joaquim José da Natividade. Os retábulos da Igreja aguardam restauração, em obra estimada em R$ 500 mil.
Das imagens, destacam-se as belas representações em madeira policromada em tamanho natural, ligadas às tradições da Semana Santa: Senhor do Triunfo, Senhor dos Passos, Nossa Senhora das Dores, Bom Jesus da Cana Verde e Senhor Morto. Além destas, existem imagens dos séculos XVIII e XIX de Santo Antônio, São Francisco de Assis, Nossa Senhora do Carmo, e de Nossa Senhora do Rosário. As imagens de São Benedito, São Miguel e Santa Ifigênia estão desaparecidas. Faz parte do acervo original da igreja uma imagem de Sant'Ana Mestra, que esteve no trono do retábulo-mor do templo até 1917, tombada como patrimônio cultural municipal em 2020.
Também em 2020 foi devolvida a tela "Verônica", que retornou à comunidade lavrense após 62 anos, após ser resgatada por William Daghlian. A pintura é também atribuída a Joaquim José da Natividade e esteve no acervo do Museu de Arte de São Paulo por 12 anos. Em 2017 foi restaurada por Thaís Cristina Coelho Carvalho Caixeta, com recursos do Fundo Municipal de Preservação do Patrimônio Cultural de Lavras, intermédio do Instituto do Patrimônio Histórico e Artístico Nacional e Ministério Público do Estado de Minas Gerais. Em 17 de agosto de 2021, durante o IV Fórum do Patrimônio Cultural de Lavras, a tela foi exposta na Igreja do Rosário pela primeira vez, desde a década de 1950.

## Galeria

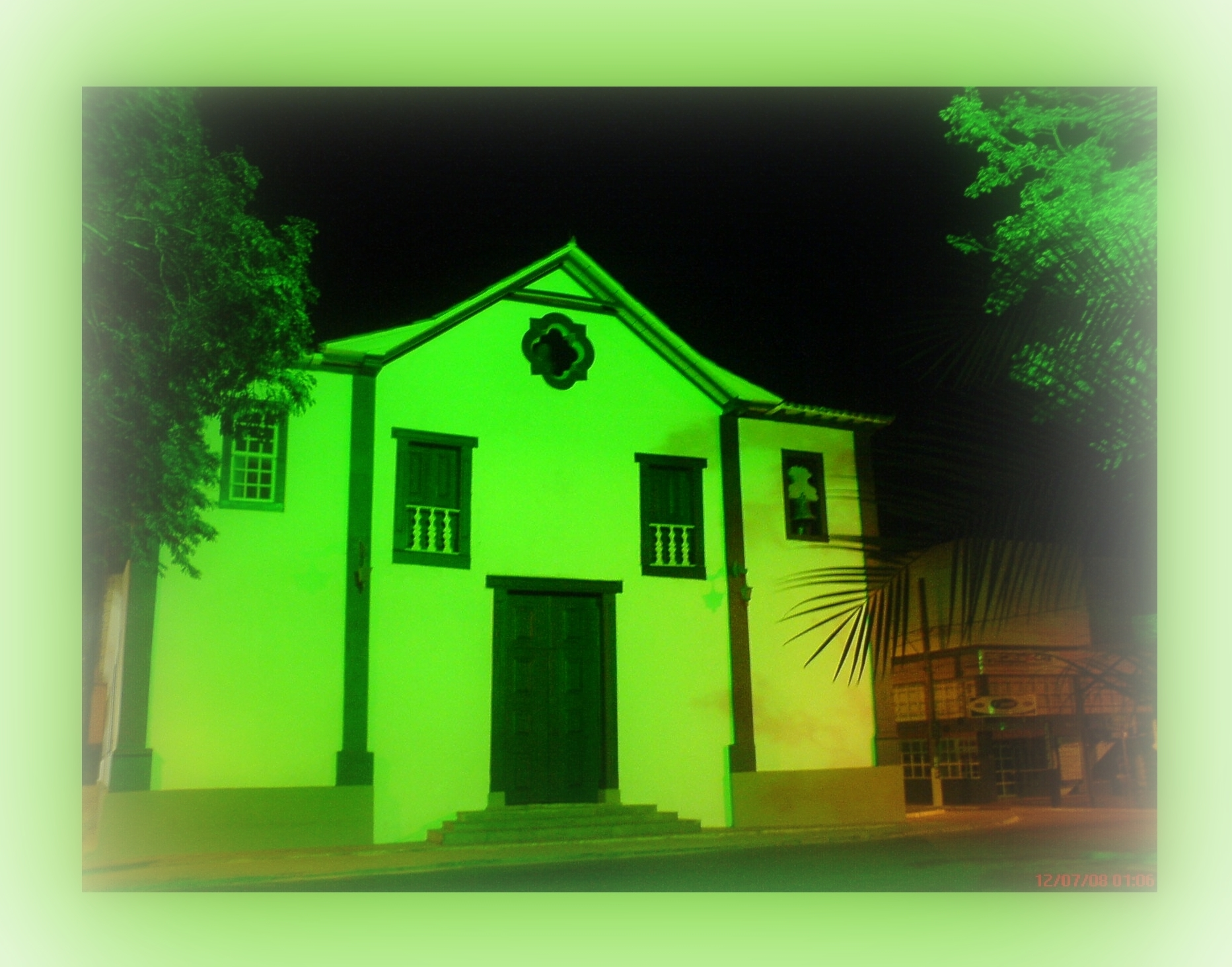
Foto noturna.
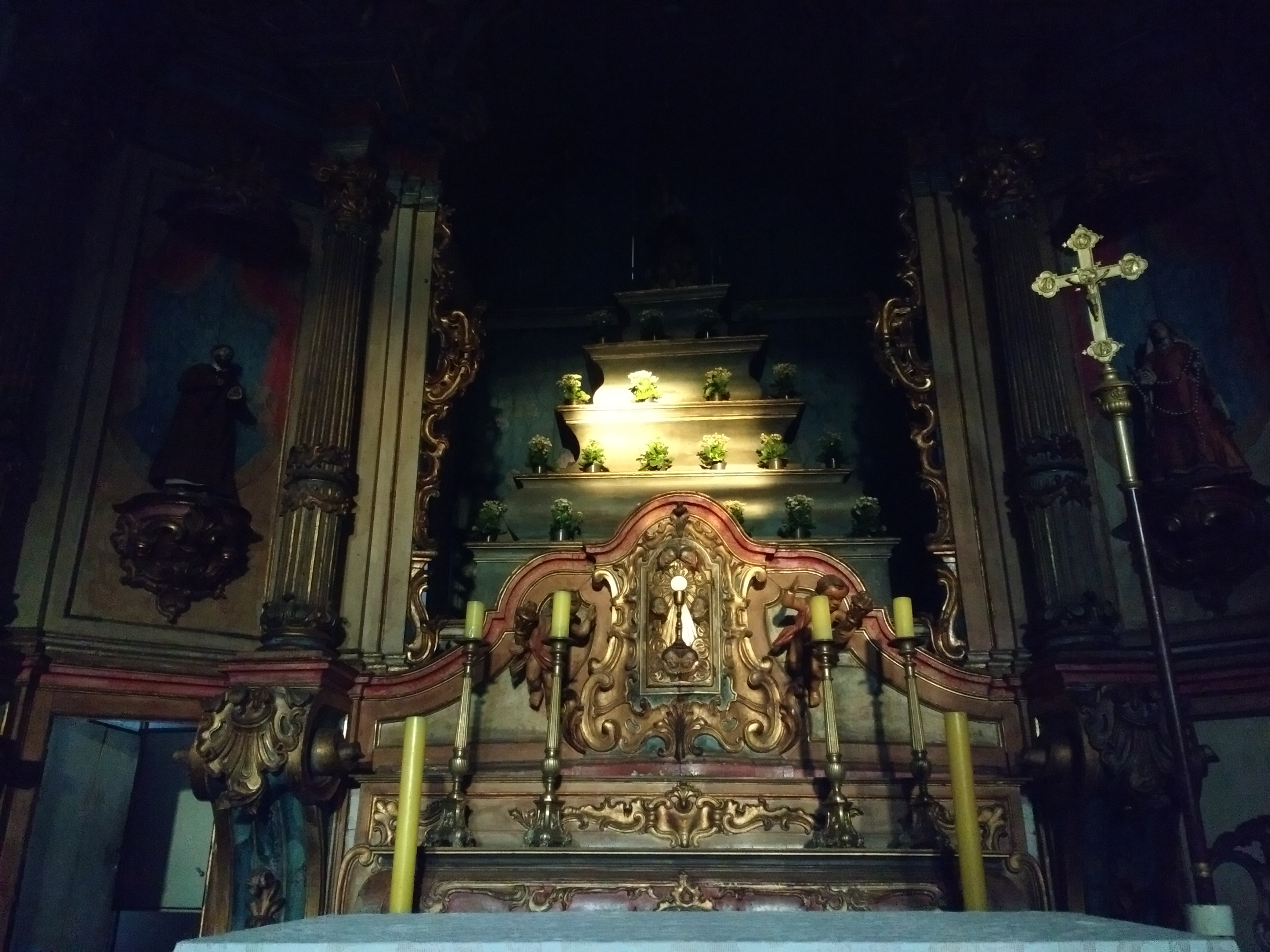
Altar da Igreja de Nossa Senhora do Rosário.
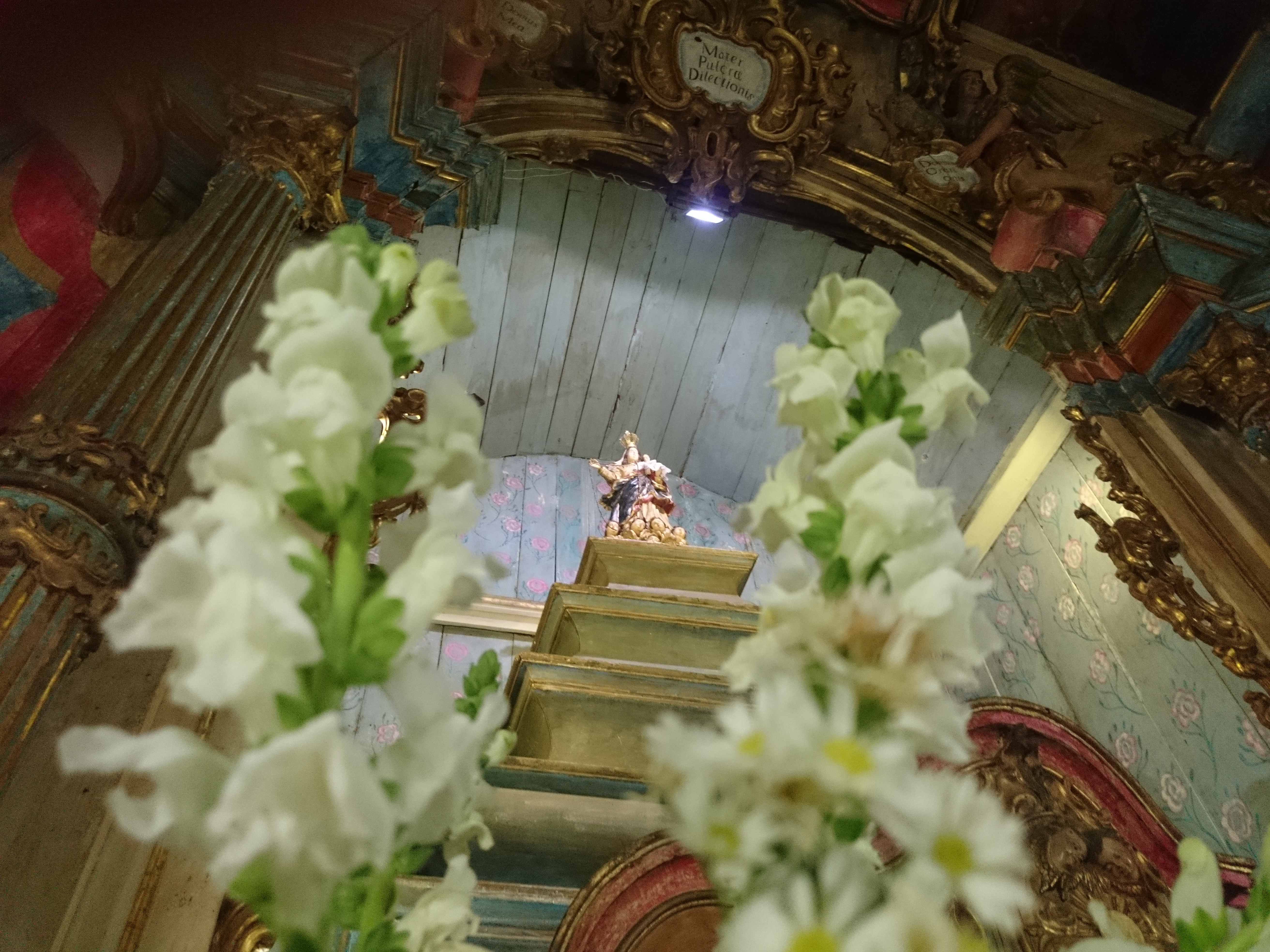
Imagem de Nossa Senhora do Rosário.
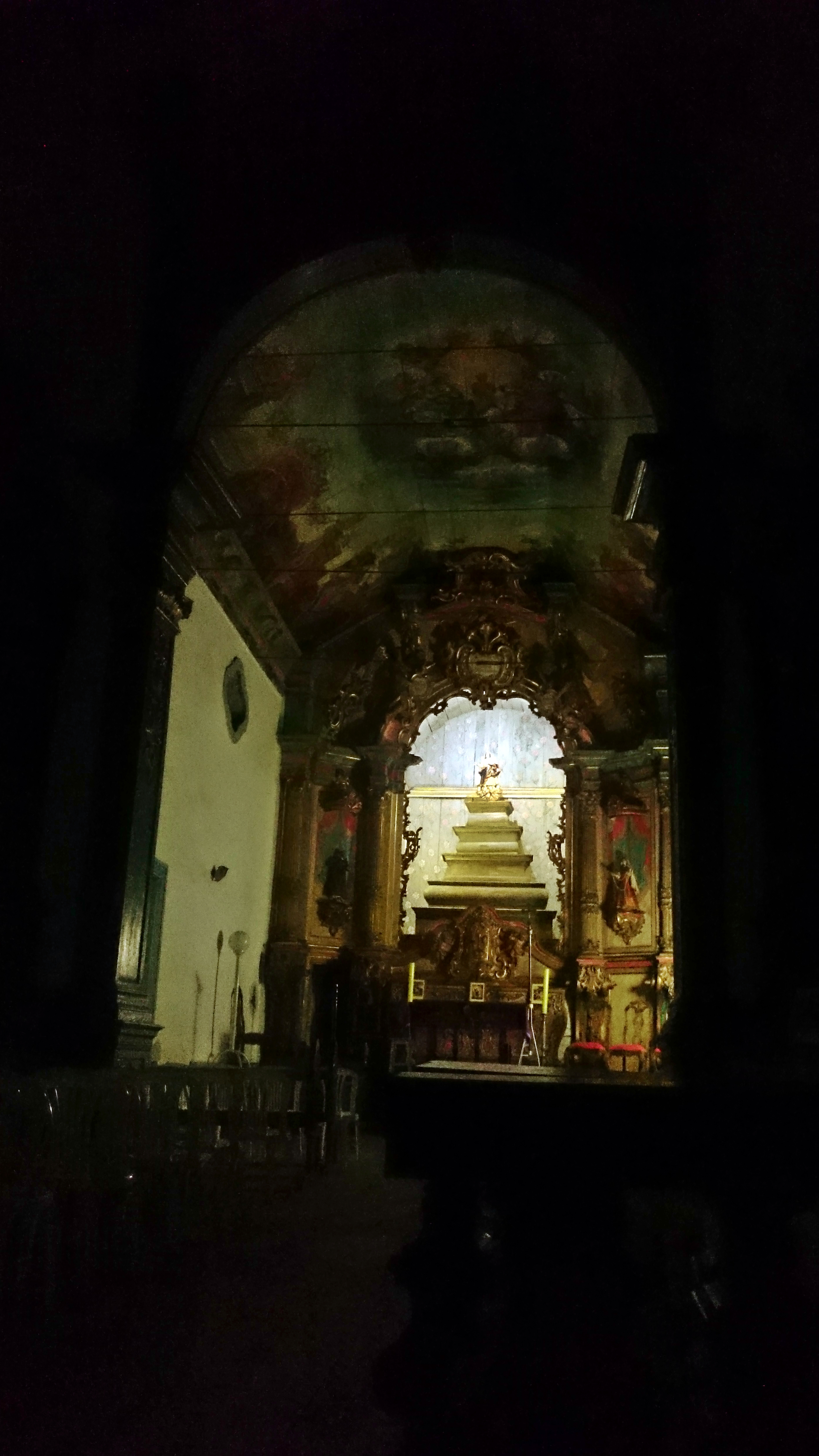
Interior da igreja.
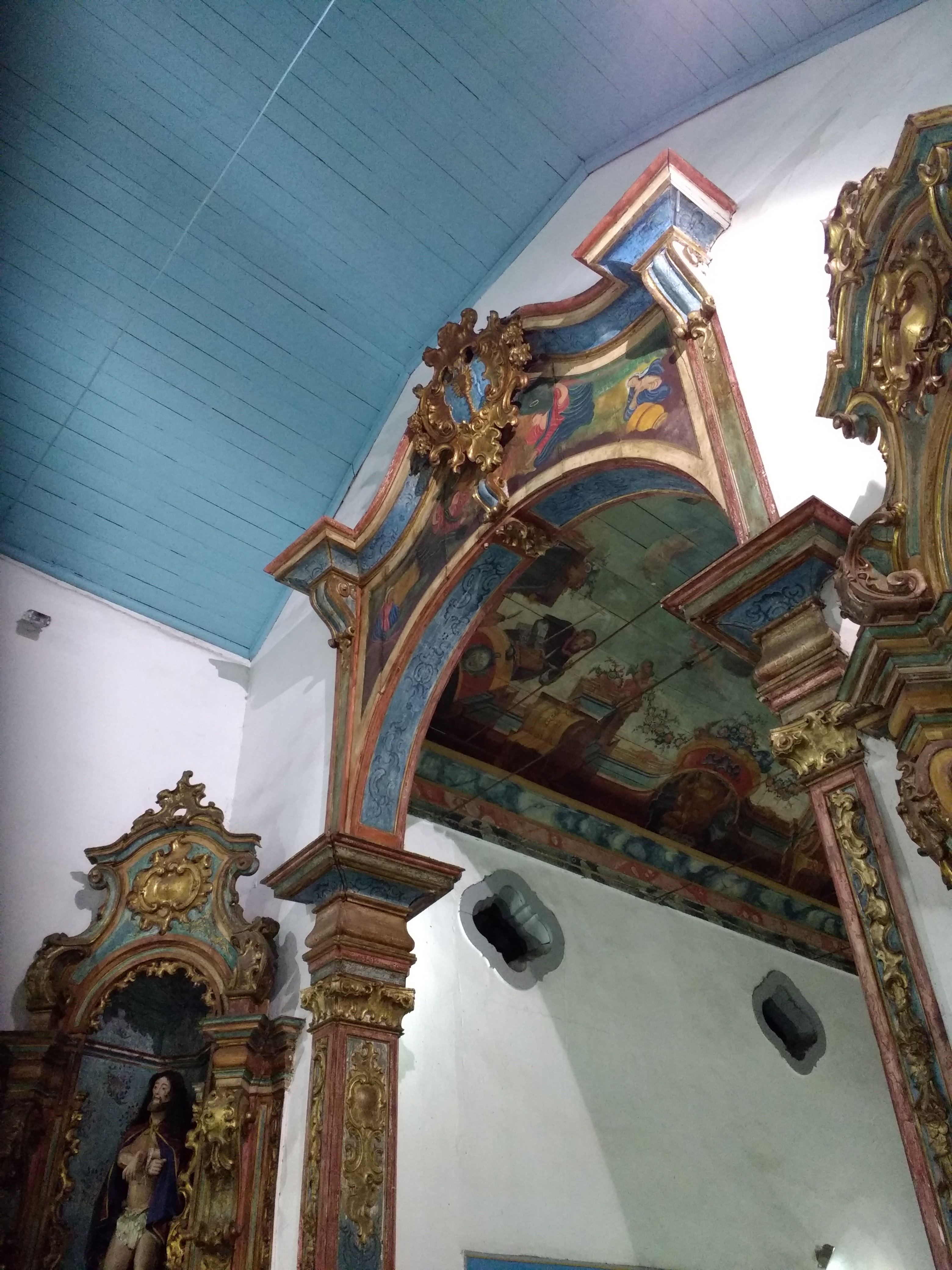
Arco.
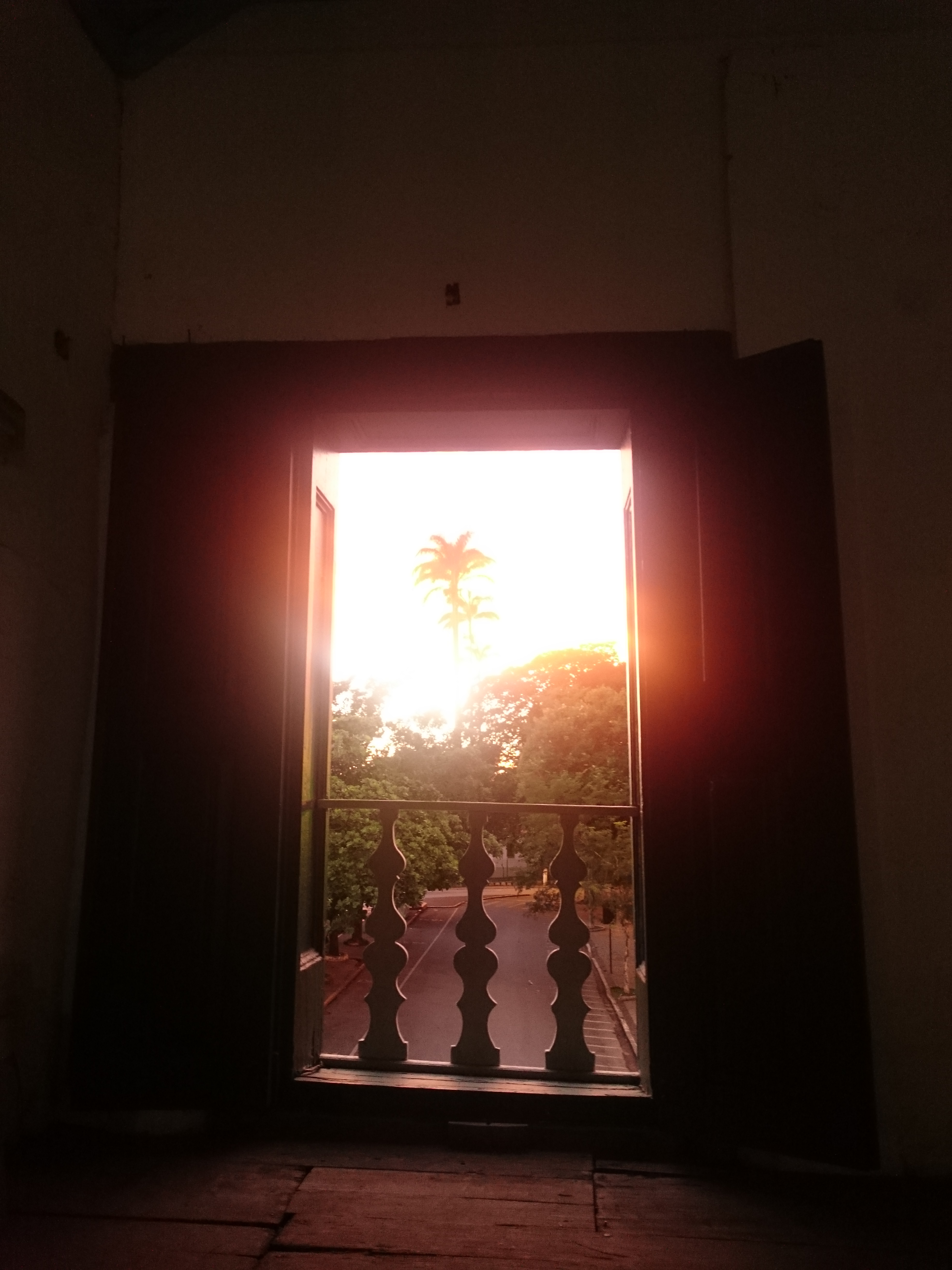
Janela ao amanhecer.
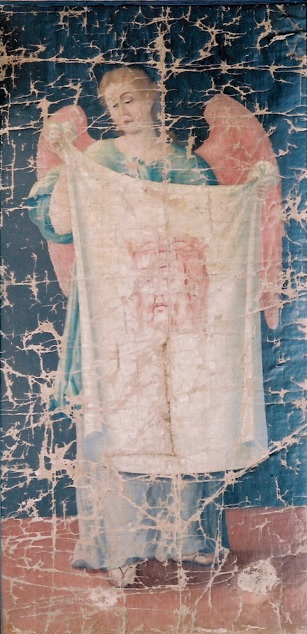
Tela Verônica. Atribuída a Joaquim José da Natividade, c. 1805.